# 詹姆斯·沃勒斯
詹姆斯·帕特里克·沃勒斯（英語：James Patrick Vowles，1979年7月20日—）是一名英国一级方程式赛车工程师，目前担任威廉姆斯车队的车队领队。

## 职业生涯
詹姆斯·沃勒斯在多家一级方程式车队工作过，并且获得了成功。他最初作为一名赛车工程师加入一级方程式的英美车队，并在车队变更为本田车队后继续留任。2009年因为本田退出赛事，罗斯·布朗接手车队，变为布朗GP车队，詹姆斯在那时成为了车队的比赛策略师。2010年梅赛德斯奔驰收购布朗GP车队，组建了梅赛德斯车队，詹姆斯成为了车队首席策略师。在他效力过的多支车队中，他一共获得了九个车队世界冠军与100多个大奖赛冠军。跟随梅赛德斯AMG车队拿下了2014年-2021年八个赛季的车队总冠军并完成了八连冠的壮举。
2023年1月13日，威廉姆斯车队宣布詹姆斯·沃勒斯将出任车队领队一职。